# Axel Kaspar
Axel Kaspar (* 1939 in Laage) ist ein deutscher Journalist und Dokumentarfilmer.

## Leben
Axel Kaspar erlernte nach dem Abschluss der Mittelschule von 1956 bis 1959 den Beruf des Handelskaufmanns. Danach besuchte er bis 1961 die Arbeiter-und-Bauern-Fakultät an der Universität Rostock, die er mit dem Abitur abschloss. Anschließend volontierte er bei der Ostsee-Zeitung, bevor er von 1962 bis 1966 an der Universität Leipzig Journalistik studierte. Bei dem in die DDR übergesiedelten Schweizer Schriftsteller Jean Villain  absolvierte er in dieser Zeit eine halbjährige Spezialausbildung zum Thema „Literarische Reportage“.
Ab 1966 war er beim Deutschen Fernsehfunk (Fernsehen der DDR) als Redakteur und Autor in der Redaktion des Fernsehmagazins Prisma tätig. Von 1979 bis 1991, als die Sendung eingestellt wurde, moderierte er sie auch. Seit 1968 arbeitete er als Autor und Regisseur längerer Reportagen und Dokumentarfilme. Seine Dokumentation Kann ein VEB pleite gehen? (1968) wurde wegen Kritik an der Planwirtschaft nicht veröffentlicht. 1971 wurde er auf der Leipziger Dokumentarfilmwoche für seinen Film Dann sag' ich's mit den Händen mit der Goldenen Taube ausgezeichnet.
In den Jahren 1987 und 1988 gehörte er der Jury der Internationalen Leipziger Dokumentar- und Kurzfilmwoche an. 1988 und 1989 war er Präsident des Nationalen Dokumentarfilm Festivals der DDR.
Nach der Deutschen Wiedervereinigung war er von 1992 bis 2004 als freischaffender Autor für die Magazine WIR und Exakt des MDR Fernsehens und das ARD-Magazin FAKTp tätig. Unter dem Titel Axel Kaspar auf Achse erschienen mehrere Reisereportagen.

## Filmographie (Auswahl)
- 1968: Kann ein VEB pleite gehen?
- 1971: Dann sag' ich's mit den Händen.
- 1971: In den Beinen Beat.
- 1974: Werd' Du erstmal erwachsen.
- 1979: Bis jeder eine Wohnung hat.
- 1981: Muffel, Dickkopf – aber nett.
- 1986: Töchter der Spree.
- 1988: Pegelstand 3,81 Meter über normal.
- 1992: Freitaler Talfahrt.
- 1993: Ein Drittel Paar Stiefel.
- 1994: Sex ist mein Beruf.
- 1994: Russenliebchen.
- 1995: Nackte Ferien.
- 1997: Arkona ahoi!
- 1999: Hier ist das WIR-Haus.
- 1999: Warum habt Ihr mich nicht gesucht?
- 2001: Axel Kaspar auf Achse: Unterwegs an Oder und Neiße. (3 Teile)
- 2002: Axel Kaspar auf Achse: Eine Reise durchs Erzgebirge. (3 Teile)
- 2003: Axel Kaspar auf Achse: Eine Ostseereise. (3 Teile)
- 2005: Axel Kaspar auf Achse: Eine Harzreise. (3 Teile)
- 2005: Das neue Europa: Von Estland bis Slowenien. (4 Teile)
- 2007: Axel Kaspar auf Achse: Geschichten aus dem Dreiländereck. (2 Teile)
- 2008: „Mama“ ist der schönste Lohn.